# Nikolaos Geōrgeas
Nikolaos Geōrgeas (in greco: Νικόλαος Γεωργέας; Calamata, 27 dicembre 1976) è un ex calciatore greco, di ruolo difensore.

## Carriera

### Club
Dopo aver giocato con Kalmata  e PAS Giannina, nel 2001 si trasferisce all'AEK Atene, squadra in cui ha milita fino a fine carriera.

## Palmarès

### Club

#### Competizioni Nazionali
- Coppa di Grecia: 2

AEK Atene: 2001-2002, 2010-2011